# Рейды в Хасканите
Рейды в Хасканите — серия нападений на миротворцев Африканского союза повстанческими группами в период с 30 сентября по начало октября 2007 года в районе города Хасканита в Южном Дарфуре. За совершённые налёты три командира дарфурских сепаратистов были арестованы и выданы Международному уголовному суду.

## Обстановка
В 2003 году на почве межэтнических противоречий в суданском регионе Дарфур вспыхнул мятеж, опорой которого стали две военизированные группировки: «Фронт освобождения Дарфура», позднее переименованный в Суданское освободительное движение (SLM/СОД), и «Движение за справедливость и равенство» (JEM). Конфликт привлёк внимание мировой общественности, что стало причиной ввода миротворческих сил Африканского союза в регион и формирование AMIS. По Решению Совета Безопасности ООН 1564, AMIS должен был кооперировать и координировать свою работа с Миссией Организации Объединённых Наций в Судане (UNMIS). 
В ноябре 2006 года территория вокруг Хасканиты была передана группировке NRF, отколовшейся от Движения за справедливость и равенство. Агентства по оказанию помощи приостановили свою деятельность в соседних районах Эд-Дэин и Адила.

## Первое нападение
30 сентября 2007 г. около 1000 повстанцев напали на базу AMIS, в результате чего погибли 10 солдат, из которых семеро из Нигерии и по одному из Мали, Сенегала и Ботсваны. Ещё 50 человек пропали без вести, но позже найдены. Атака произошла сразу после захода солнца и проходила на фоне усиления напряжённости между повстанцами-сепаратистами и миротворцами, которых боевики обвиняли в предвзятости к центральному правительству. Очевидцы утверждали, что мятежники использовали тяжёлое вооружение, включая гранатомёты и бронированные машины. Повстанческие движения в Дарфуре обвили в атаке правительственную армию.

## Второе нападение
В начале октября город Хасканита вновь подвергся нападению, и большая его часть была сожжена. Из уцелевших построек остались лишь городская мечеть и школа. Разные источники в Хартуме утверждают, что поджог был совершён ополчением «Джанджавид» в ответ на налёт в конце сентября. По другим данным, уничтожение города является делом рук правительственных войск и миротворцев.

## Расследование МУС
Дарфурский конфликт был передан Советом Безопасности ООН в 2005 году в Международный уголовный суд, Главный прокурор которого начал расследование преступлений, связанных с конфликтом.
В июле 2008 года главный прокурор заявил, что знает, кто был виновником рейдов на Хасканиту. В ноябре того же года он потребовал ордера на арест трёх командиров повстанцев из Движения за справедливость и равенство, причастных к этим нападениям. Один из них — Бахр Идрисс Абу Гарда — добровольно сдался правосудию в мае 2009 года. Однако обвинения были сняты в феврале 2010 года из-за недостаточного количества улик. Двое других командира — Абдалла Банда Абакаер Нурейн и Салех Мохаммед Джербо Джамус — сдались в июне 2010 года и были обвинены по трём пунктам военных преступлений:
- убийство
- мародёрство
- нападение на миротворцев